# Northern Nevada Aces
El Northern Nevada Aces fue un equipo de fútbol de los Estados Unidos que jugó en la MPSL, la desaparecida quinta liga de fútbol en importancia en el país.

## Historia
Fue fundado en el año 2001 en la ciudad de Reno, Nevada como miembro de la USL D-3 Pro League, la desaparecida tercera división de los Estados Unidos, en la que permaneció por dos temporadas sin lograr clasificar a los playoffs.
En 2003 decidieron descender dos niveles para jugar en la MPSL como uno de los equipo fundadores de la nueva liga junto al Chico Rooks y el Arizona Sahuaros; y así el Nevada Wonders tomaría su lugar en la recién creada USL Premier Development League.
En su año de debut en el quinto nivel consiguieron clasificar a los playoffs, pero fueron aplastados en las semifinales por sus vecinos del Utah Salt Ratz 0-9. En la siguiente temporada quedaron en 9.ª posición, eliminados de los playoffs y posteriormente desaparecieron a finales del 2004.

## Temporadas
| Año  | División | Liga               | Temporada Regular | Playoffs     | US Open Cup  |
| ---- | -------- | ------------------ | ----------------- | ------------ | ------------ |
| 2001 | 3        | USL D-3 Pro League | 6º, Western       | No clasificó | No clasificó |
| 2002 | 3        | USL D-3 Pro League | 5º, Western       | No clasificó | No clasificó |
| 2003 | N/A      | MPSL               | 4º                | Semifinales  | No clasificó |
| 2004 | N/A      | MPSL               | 9º                | No clasificó | No clasificó |